# Arthémonay
Arthémonay település Franciaországban, Drôme megyében. Lakosainak száma 615 fő (2022. január 1.). Arthémonay Le Chalon, Crépol, Geyssans, Margès és Peyrins községekkel határos.

## Népesség
A település népességének változása:
| Lakosok száma | 237  | 294  | 334  | 495  | 558  | 570  | 588  | 594  | 618  | 615  |
|               | 1968 | 1982 | 1990 | 2006 | 2013 | 2015 | 2017 | 2019 | 2020 | 2022 |